# Muscolo gastrocnemio
Il gastrocnemio o gastrocneo, noto anche col nome di gemelli, è un muscolo situato nella parte posteriore della gamba ed è, assieme al muscolo soleo, il principale responsabile della flessione plantare del piede. Partecipa anche alla flessione del ginocchio.
Una peculiare qualità negativa di questo muscolo è la sua tendenza a subire contratture. Insieme con il muscolo soleo è chiamato tricipite della sura poiché i tre tendini si uniscono a formare il tendine di Achille.

## Anatomia

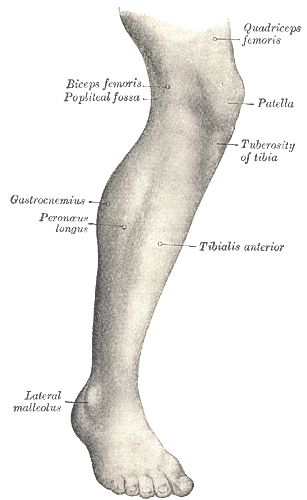

Il gastrocnemio è formato da due capi, mediale e laterale, ciascuno dei quali prende origine dalla parte superiore del corrispondente condilo femorale e dalla parte adiacente della capsula articolare del ginocchio, ai quali sono collegati mediante un robusto tendine che si espande a ventaglio per dare origine alle fibre dei corrispettivi ventri muscolari. Più precisamente, il tendine del capo laterale, che talvolta contiene al suo interno la fabella, un osso sesamoide, origina dal condilo laterale e dalla superficie posteriore del femore; il tendine del capo mediale invece origina da una faccetta posta sulla parete posteriore del condilo mediale al di sotto del tubercolo del muscolo adduttore della gamba e da una zona rugosa della cavità poplitea. 
Entrambi i tendini sono separati dal ginocchio tramite una borsa mucosa; la borsa mucosa del capo mediale è in comunicazione, di solito, con la cavità articolare del ginocchio e con una borsa posta fra il capo mediale stesso e il muscolo semimembranoso. I due capi formano i corrispondenti margini inferiori della fossa poplitea. Ciascuno di essi termina su un'aponeurosi che corrisponde alla faccia anteriore del muscolo, il mediale più in basso del laterale; le due aponeurosi poi si uniscono tra loro nel tendine di Achille.

## Innervazione
Il gastrocnemio, come tutti i muscoli posteriori della gamba, è innervato dal tronco nervo tibiale.

## Curiosità
I muscoli gastrocnemi delle rane sono stati utilizzati dai fisiologi per i primi studi sui meccanismi della contrazione muscolare e per dimostrare che le prime fonti d'energia muscolare sono anaerobiche.

## Galleria d'immagini

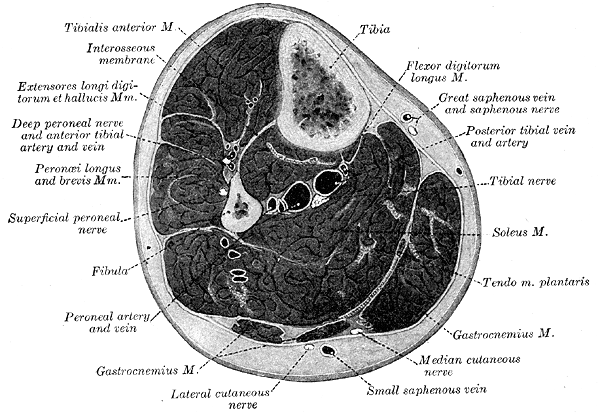
Sezione traversa della gamba
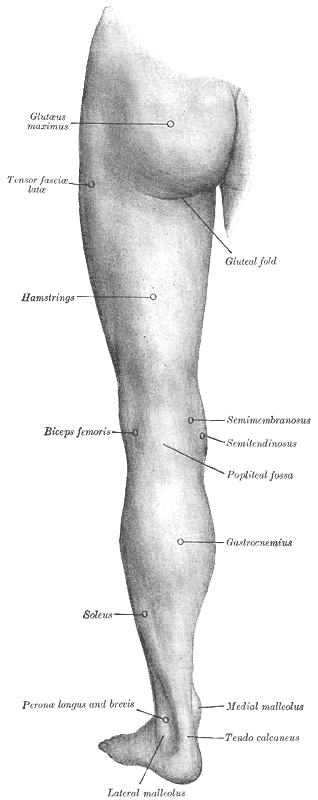
L'arto inferiore sinistro visto da dietro